# Renegades - Commando d'assalto
Renegades - Commando d'assalto (Renegades) è un film del 2017 diretto da Steven Quale. La pellicola è ispirata al film di guerra I guerrieri del 1970 e ricorda molto anche la trama di Three Kings del 1999.

## Trama
Agosto 1944. Col finire della Seconda Guerra Mondiale i nazisti decidono di nascondere una gran quantità di lingotti d'oro, trafugati in Francia durante l'occupazione, e di trasferirli in uno sperduto villaggio della Jugoslavia (nell'odierna Bosnia); per farlo radunano e massacrano gli abitanti, che muoiono tutti eccetto un ragazzino, scappato da casa. I partigiani jugoslavi trovano il ragazzino e per rappresaglia fanno saltare una diga, sommergendo il villaggio ed affogando i nazisti. Il villaggio ed il tesoro vengono sommersi e dimenticati da tutti, tranne dal ragazzo sopravvissuto.
Cinquantun anni dopo, nel 1995, un team di cinque Navy Seals, capitanato da Matt Barsen, è in missione nei pressi di Sarajevo durante la Guerra in Bosnia. L'obiettivo è catturare un criminale di guerra serbo, un generale, e parte della squadra finge di essere una troupe di giornalisti incaricata di intervistare il generale nemico. Abbandonati dal comando nella fase dell'estrazione, gli incursori della Marina Americana devono improvvisare, rubano un carro armato, ingaggiano una violenta battaglia con le milizie paramilitari serbe, che subiscono gravi perdite, ed infine fuggono via fiume. Il comando americano, che voleva una missione segreta, è furioso per la battaglia ed il gran clamore suscitato nel pieno di una "missione di pace", pertanto i cinque militari sono sospesi dal servizio per qualche giorno. Uno dei cinque ha nel frattempo iniziato una relazione con una barista del posto, Lara Simic, che per ironia della sorte è proprio la nipote del ragazzo sopravvissuto al massacro. Lara ha individuato la banca dove dovrebbe trovarsi l'oro e chiede agli americani di aiutarla a recuperare i circa 2.000 lingotti (per un valore di oltre 300 milioni di dollari) che verrebbero in gran parte spesi per favorire la ricostruzione della Bosnia a guerra finita. Il fidanzato accetta per amore di Lara, ma anche la sua squadra decide di auto assegnarsi la missione, anche se si tratta di agire alle spalle del comando NATO e dietro le linee nemiche. Così i Navy Seals entrano in azione. A complicare le già rischiose manovre di recupero sott'acqua si mette il fatto che sia i miliziani serbi sia il comandante americano vengono a sapere dell'oro. Si scatena una battaglia, durante la quale la milizia paramilitare serba è in gran parte massacrata, ed il comandante americano ancora una volta s'infuria con la squadra ma infine trova una soluzione di compromesso. Viene resa nota la notizia del ritrovamento di lingotti d'oro trafugati dai nazisti e da restituire alla Francia, ma l'ammontare è solo di 150 milioni; la restante parte della somma recuperata viene ceduta da tutti gli americani a Lara, perché possa realizzare il suo sogno di una Bosnia finalmente in pace.